# Charaxes nesiope
Charaxes nesiope är en fjärilsart som beskrevs av William Chapman Hewitson 1854. Charaxes nesiope ingår i släktet Charaxes och familjen praktfjärilar. Inga underarter finns listade i Catalogue of Life.